# SN 2008bx
SN 2008bx – supernowa typu II odkryta 22 kwietnia 2008 roku w galaktyce M+07-31-04. W momencie odkrycia miała maksymalną jasność 15,50m.